# San Ignacio (Paragwaj)
San Ignacio – miasto w Paragwaju, w departamencie Misiones.